# Oedylmeer
Het Oedylmeer (Russisch: озеро Удыль) is een groot meer in het district Oeltsjski van de Russische kraj Chabarovsk in het Russische Verre Oosten. Het meer ligt linksoeverig in het stroomgebied van de Amoer, waarmee het verbonden is door de Oechta. Het heeft een omvang van 44 bij 11 kilometer en een oppervlakte van 330 km² (variërend met het waterniveau van de Amoer). De diepte bedraagt maximaal 4 à 5 meter.
De noordelijke oever is hoog en op plekken rotsachtig; de zuidelijke oever is laag en moerassig. De belangrijkste instromen zijn de rivieren Bitsji en Pilda. Het laagland rond het Oedylmeer aan de mondingen van de rivieren Bitsji, Bitki en Pilda vormt onderdeel van de zakaznik Oedyl. Er komen veel nestelende, veren verslijtende en migrerende watervogels voor, waaronder een aantal zeldzame soorten. In het meergebied bevinden zich de grootste populaties zwaanganzen en Stellers zeearenden van het Amoergebied.
Het meer is bevroren van eind oktober, begin november tot half mei. Aan het meer ligt de plaats Residentsia Oedylskaja (zuidwestoever).